# Габдуллина, Жупар Бактыбековна
Жупар Бактыбековна Габдуллина (род. 15 января 1978, Тарбагатай, Семипалатинская область) — казахстанская оперная певица (сопрано). Заслуженный деятель Республики Казахстан (2016). Ведущая солистка театра оперы и балета «Астана Опера» (с 2013).

## Биография
Родилась 15 января 1978 года в селе Тарбагатай Аягозского района в Семипалатинской области.
В 1992 году окончила 9 классов Октябрьской средней школы. В 1996 году окончила музыкальный колледж имени М.Толебаева.
В 1998 году поступила в Казахскую национальную консерваторию имени Курмангазы по специальности «Сольное пение» (класс доцента Р. А. Смаиловой) окончила в 2003 году. Училась в аспирантуре там же в классе профессора, заслуженного артиста РК, лауреата госпремии РК Шахимардана Абилова (2003—2005).
В 2007—2013 гг. — солистка Казахского национального театра оперы и балета имени Абая.
С 2013 года — ведущая солистка оперы «Астана Опера».

## Творчество
- Стажировалась в Академии театра Ла Скала (Италия, 2014).
- На сцене Мариинки-2 выступила в партии Одабеллы в опере Дж. Верди «Аттила» под руководством Валерия Гергиева (Санкт-Петербург, 2014) и в концертном исполнении партии Одабеллы на сцене Оперы Бастилия, дирижер Алан Бурибаев (Франция, 2014).
- Исполнила партию Аиды в одноименной опере Дж. Верди в Румынском национальном театре оперы и балета, дирижер Фридрих Пфайфер (Бухарест, 2014) и Красноярском государственном театре оперы и балета, дирижер А. Чепурной (2014).
- На сцене Стамбульского оперного театра и Театра оперы имени Лейлы Генджер (Анкара) исполнила партию Сары в опере М. Тулебаева «Биржан — Сара» (2014).
- Выступила на сценах Carnegie Hall (Нью-Йорк), Sony Centre (Торонто), в зале Stadsschouwburg (Антверпен), в концертном зале De Doelen (Роттердам), в Ханойском национальном театре оперы и балета (Вьетнам).

## Репертуар
- Аида («Аида» Дж. Верди)
- Леонора («Трубадур» Дж. Верди)
- Одабелла («Аттила» Дж. Верди)
- Амелия («Бал-маскарад» Дж. Верди)
- Турандот («Турандот» Дж. Пуччини)
- Тоска («Тоска» Дж. Пуччини)
- Недда («Паяцы» Р. Леонкавалло)
- Лиза («Пиковая дама» П. Чайковского)
- Сара, Алтынай («Биржан — Сара» М. Тулебаева)
- Ажар («Абай» А. Жубанова, Л. Хамиди)
- Дана («Ер Таргын» Е. Брусиловского)
- Нигяр («Кероглы» У. Гаджибекова)

## Достижения
Награды вокальных конкурсов:
- 2002 — дипломант XII Республиканского конкурса вокалистов им. К. Байсеитовой (Астана)
- 2003 — лауреат I премии Республиканского конкурса вокалистов Е. Хасангалиева (Семей)
- 2005 — лауреат I премии Республиканского конкурса им. Г. Жубановой (Астана)
- 2007 — лауреат III премии III Международного конкурса вокалистов Б. Тулегеновой
- 2009 — Почётная грамота «За участие во II туре» Международного конкурса вокалистов им. М. Глинки (Москва)
- 2009 — участник международного проекта оперных певцов «Турандот» Дж. Пуччини в Италии (Верона)
- 2010 — гран-при Международного конкурса вокалистов «Искусство XXI века» (Киев, Украина)
- 2013 — гран-при Республиканского конкурса им. Н. Тлендиева (Астана)
- 2009 — грант Фонда Первого Президента РК — Лидера Нации

## Государственные награды
- 2012 — лауреат государственной молодёжной премии «Дарын»[1]
- 2014 — лауреат Премии Фонда Первого Президента Республики Казахстан — Лидера нации (Премия за вклад в развитие музыкального искусства)
- 2015 — лауреат Государственной стипендии в области культуры РК
- 2016 — почётное звание «Заслуженный деятель Республики Казахстан» (за заслуги в области казахского театрального и музыкального искусства)[2]